# Кремация
Кремацията (от латински: cremare – изгарям, горя) представлява изгаряне на трупове на мъртви хора или животни.
Обикновено се извършва като обред след траурния ритуал, преди погребението. Осъществява се чрез източник на открит огън (в древните общества и при традиционалистите като такъв служи погребална клада – горящ куп дърва; в съвременното общество това става в пещ на крематориум). Според съвременните европейски правила, след кремацията пепелта (прахът) на починалия се помества в погребална урна, след което може да се погребе в гроб или урнова ниша.
След кремацията остават средно 2,4 kg останки, известни като „пепел“ или „прах от кремацията“. Това не е истинска пепел, а неизгорели фрагменти от костен минерал, които не са опасни за здравето и обикновено се смилат на прах.
Кремацията е широко разпространена в Западна Европа – например през 2008 г. в Швеция са кремирани 75% от починалите хора, в Дания – 76%, във Великобритания – 74%, Германия – 43% и Япония – 99%.
Сред религиите, разрешаващи кремацията, са будизмът, индуизмът, джайнизмът, шинтоизмът и различни древни и съвременни езически култове.

## История
Първите свидетелства за зараждане на традицията за използване на огъня в погребалната практика са отбелязани от археолозите в епохата на средния палеолит. През мезолита, енеолита, неолита и бронзовия век в отделни култури, наред със заравянето на труповете (трупополагането), започва да се практикува кремация. В ранния железен век кремацията се разпространява повсеместно, често като обред, доминиращ над трупополагането.
Индуизмът и джайнизмът се отличават с това, че не само разрешават, но и предписват кремацията. Кремация в Индия за пръв път е засвидетелствана в т. нар. „гробищна култура H“ (от 1900 г. пр. Хр.), която се смята за етап във формирането на ведическата цивилизация. Съгласно легендата, след смъртта на Гаутама Буда тялото му е кремирано, а останките (прахът) са поместени в особени мемориални постройки – ступи в различни части на Индия.
В Европа кремацията широко се е прилагала в Древна Гърция. Гърците считали, че изгарянето помага на починалия в задгробния свят. По-късно тази традиция е пренесена в Древния Рим. Там кремираните останки започват да се полагат в специални места – колумбарии.
В Стария завет е описана кремацията на първия израилски цар Саул и неговите синове, загинали в битката с филистимляните. След като поданиците на царя прибрали телата на убитите, те били кремирани с почести, а после погребани.
В християнството кремацията се смятала за признак на езичество. Затова, с разпространението на християнството тя отстъпила мястото на погребение в земята. Към 400 г. сл. Хр. повечето от народите от Западна Европа вече са покръстени и се отказват от кремацията. През 785 г., под заплаха от смъртно наказание, Карл Велики забранява кремацията и тя е забравена за примерно хиляда години.
Възраждането на кремацията става в Европа през втората половина на XVIII век. Тогава градовете бързо се разрастват. Гробищата не могат да се справят с постоянния поток починали. Появяват се братски могили и погребения покрай домовете. Близостта на погребенията понякога предизвиква епидемии сред местните жители – в тези години хората често умират от болести. Откриването на микроорганизми показало, че погребенията са източник на опасност за хората. Тогава си спомнят за изгарянето на труповете. При това кремацията трябвало да се организира по начин, който няма да оскърби роднините и паметта на починалия. Обикновените клади не били подходящи за целта. Започват да се строят крематориуми.
През 1869 г. Международната медицинска конференция, състояла се във Флоренция, приема резолюция, в която призовава към широко прилагане на кремацията като способстваща „запазването здравето и земята за живите“. Този призив е чут в много страни по света.
През 1873 г. професор Лудовико Брунети (Ludovico Brunetti) разработва първата в света кремационна пещ, която е демонстрирана на Международната изложба във Виена. През следващата година е основана Английската асоциация на крематорите. Неин активен участник е сър Хенри Томпсън (Sir Henry Thompson, 1st Baronet), личен лекар на кралица Виктория. През 1878 г. в английския град Уокинг и в немския град Гота са построени първите в Европа крематориуми.
Кремацията започва бързо да се разпространява и в Америка. Още през 1792 г. е извършена първата документално потвърдена кремация, а през 1876 г. е построен първият крематориум близо до Вашингтон. Постепенно, с ръста на търсенето на този вид услуги, расте и броят на крематориумите в страната, като към 1913 г. в Северна Америка работят 52 крематориума, извършващи над 10 000 кремации годишно.

## Религия
Будизмът, индуизмът, джайнизмът, шинтоизмът, различните клонове на древното и съвременно езичество са сред религиите, разрешаващи кремацията. Свидетелите на Йехова не забраняват кремацията на телата на умрелите.
Понастоящем основните християнски конфесии допускат кремацията, базирайки се, в частност, на думите на раннохристиянския църковен писател Минуций Феликс: „Ние изобщо не се страхуваме, както си мислите, от каквато и да е вреда от изгарянето на мъртвите, но се придържаме към древния и по-добър обичай да погребваме мъртвите в земята.“. Същевременно православните и католически свещенослужители съветват при възможност от избор относно начина на погребението, тялото да се погребе в гроб, тъй като това е „по-човечно, по-наситено с библейска символика и въобще е по-назидателно и утешително за близките.“.
Българската православна църква не може да приеме кремацията, но смята, че хората имат право на избор в условията на демократичното общество.
Гръцката православна църква, ислямът и юдаизмът категорично и безкомпромисно отричат кремацията. На териториите на Гърция и Кипър няма нито един крематориум, тъй като църквата не е отделена от държавата.